# Jason Denayer
Jason Denayer, född 28 juni 1995, är en belgisk fotbollsspelare (försvarare) som spelar för Shabab Al Ahli.

## Klubbkarriär
Den 21 augusti 2018 värvades Denayer av Lyon. I september 2022 värvades han av emiratiska Shabab Al Ahli.

## Landslagskarriär
Denayer debuterade för Belgiens landslag den 31 mars 2015 i en 1–0-vinst över Israel. Han var med i Belgiens trupp vid fotbolls-EM 2016.